# Попов, Сергей Сергеевич (музыкант)
Серге́й Серге́евич Попо́в (20 сентября 1959, Москва) — советский и российский рок-музыкант, автор песен. Наиболее известен, как гитарист групп «Мастер» и «Ария». Имеет неформальное[уточнить] прозвище «Прист».

## Биография
Родился 20 сентября 1959 года в Москве. Окончил Московский электротехнический институт связи (ныне это МТУСИ).
На гитаре начал играть с 13 лет, участвовал в институтских группах. Из любительской рок-группы вместе с ее другими участниками перешел в ВИА «Здравствуй, Песня», на тот момент под управлением Игоря Матвиенко, при Краснодарской филармонии, где играл с 1983 по 1986 год. Параллельно учился в Царицынском музыкальном училище по классу гитары.
В 1987 году был приглашён вторым гитаристом в группу «Мастер», вместе с ней записал два альбома и уехал в Бельгию (1989). В Бельгии группа распалась и Попов продолжал сотрудничать с «Мастером» как сессионный музыкант. Снова в состав группы Сергей вернулся в 1995 и записал альбом «Песни мёртвых», где выступил не только как композитор, но и как автор некоторых текстов.
В 1997 Попов вместе с приглашённым для проведения турне во Франции вокалистом Артуром Беркутом и барабанщиком «Мастера» Анатолием Шендеровым уходят из группы, однако созданный ими проект «ZOOOM» не получил развития. C 1998 по 2002 Сергей участвовал в различных проектах, заинтересовался электронной музыкой. В 2002 году Попов стал участником группы «Ария», с которой записал пять альбомов и стал автором песен «Битва», «Меченый Злом», «Викинг», «Аттила», «Город», «Не сходи с ума!», «Ангелы неба», «Эра Люцифера», «Живой», «От заката до рассвета» и соавтором некоторых текстов.

## Личная жизнь
Жена — Светлана Юрьевна Попова.

## Дискография
Ниже приведён список музыкальных релизов, в записи которых принял участие Сергей Попов.
Группа «Мастер»
- 1987 — «Мастер»
- 1989 — «С петлёй на шее»
- 1992 — «Talk of the Devil»
- 1994 — «Maniac Party»
- 1995 — «Live»
- 1996 — «Песни мёртвых»
- 1997 — «The Best (Концерт в Москве '97)»

Группа «Ария»
Начиная с 2002 года принял участие во всех релизах группы «Ария», кроме концертного альбома «В поисках новой жертвы», записанного предыдущем составом; включая студийные альбомы:
- 2003 — «Крещение огнём» + перезапись 2020 г.
- 2006 — «Армагеддон» + перезапись 2020 г.
- 2011 — «Феникс»
- 2014 — «Через все времена»
- 2018 — «Проклятье морей»
- 2025 — Четырнадцатый студийный альбом[3]